# Цудзукі Рьота
Цудзукі Рьота (яп. 都築 龍太, нар. 18 квітня 1978, Нара) — японський футболіст.

## Виступи за збірну
2001 року дебютував в офіційних матчах у складі національної збірної Японії. Відтоді провів у формі головної команди країни 6 матчів.

## Статистика виступів
| Збірна Японії | Збірна Японії | Збірна Японії |
| Роки          | Ігри          | голи          |
| ------------- | ------------- | ------------- |
| 2001          | 2             | 0             |
| 2002          | 0             | 0             |
| 2003          | 0             | 0             |
| 2004          | 1             | 0             |
| 2005          | 0             | 0             |
| 2006          | 0             | 0             |
| 2007          | 0             | 0             |
| 2008          | 0             | 0             |
| 2009          | 3             | 0             |
| Усього        | 6             | 0             |

## Титули і досягнення
- Клубні:
  - Чемпіон Японії: 2006
  - Володар Кубка Імператора: 2005, 2006
  - Володар Кубка Джей-ліги: 2003
  - Володар Суперкубка Японії: 2006
  - Переможець Ліги чемпіонів АФК: 2007
- Особисті:
  - у символічній збірній Джей-ліги: 2007